# Курыканы
Курыканы (др. тюрк. ‏𐱅𐰆𐰺𐰣𐱅‎, qurïqan) — общность на территории Сибири, упоминавшаяся в древнетюркских надписях, VII—VIII веков н. э. В ряде случаев в надписях фигурирует выражение «уч курыкан», то есть «три курыкана», что обычно интерпретируется как союз трёх племён, объединённых названием «курыкан». К числу телесских племён относились курыканы, пришедшие с реки Енисей. Курыканы не были коренным народом Байкальского региона. Культура курыкан развивалась в тесном контакте с Красноярско-Минусинским регионом. В первой половине VIII века курыканы были покорены енисейскими кыргызами и включены в состав Кыргызского каганата, курыканы подчинялись кыргызам вплоть до монгольского нашествия в XIII веке.

## Этноним и этническая принадлежность курыкан
Этническая принадлежность курыкан до сих пор вызывает споры. Одни исследователи считают их тюркоязычными, другие — монголоязычными. Третьи считают, что они были племенным союзом, состоящим из трёх родов — тюрков, тунгусов (эвенков) и протобурят. Каждый из родов представлял отдельную группу, во главе которой стоял вождь — сыгин, а возглавлял все три группы Великий сыгин. Термин сыгин также известен в формах джигин, тегин и тыгын.
В дальнейшем, как пишет историк Н. П. Егунов, под давлением агрессии киданей в начале X века в Забайкалье, а затем в Предбайкалье вторглись монголоязычные хори-туматы. В итоге продолжительной войны курыканы потерпели поражение. Большая часть их, в основном тюркские группы, ушла на север, где положила начало формированию якутского народа.
Согласно Б. З. Нанзатову, с X века в Западное Прибайкалье начинают проникать значительные группы монголоязычного населения из Центральной Азии, где в широких масштабах происходила смена языка с тюркского на монгольский. Одной из таких групп была часть племени икирес (эхирит), распространенного в восточной части Монголии. Икиресы, проникнув в Прибайкалье в XI—XII веках, сплотили вокруг себя территориальную верхоленскую группу населения. Значительный приток монголоязычного населения вызвал демографический взрыв, последствием которого был исход населения по Лене, из которого впоследствии путем смешения с тунгусами сложился якутский этнос.
В «Сборнике летописей» Рашид ад-Дином в числе «народностей, которых в настоящее время называют монголами» упоминаются куркан, джалаир, сунит, татар, меркит, тумат, булагачин, кэрэмучин (эхиритский род хэрмэшин), ойрат, баргут, кори, урянка и другие.
По гипотезе академика А. П. Окладникова, курыканы являются предками двух сибирских народностей: якутов и бурят.
Булагатская генеалогия, если учитывать наиболее ранний пласт, начала формироваться еще в эпоху учкурыкан. В этот же период начала складываться и генеалогическая традиция хори.
Проблема принадлежности курыкан к тому или иному языковому кругу часто решалась с помощью выявления этимологии их этнонима. Ю. Д. Талько-Грынцевич и П. М. Мелиоранский считали, что этноним происходит от монгольского хуриган — «ягненок, овца». Г. Н. Румянцев сопоставлял курыкан и хори, считая их одним этносом. Позднее Г. Д. Санжеев предлагал сопоставлять этноним курыкан с курканами Рашид-ад-Дина и бурятским племенем хурхад, полностью отрицая возможность фонетических параллелей между «курыкан» и «хори», предложенных Г. Н. Румянцевым, и в то же время поддерживал его в том, что курыкан из тюркских языков не объясняется.
Г. В. Ксенофонтов считал, что этноним объясняется бурятским хюргэн — кюргэн и тунгусским курокан, куракан, курэкэн, означающими «зять», считая этими «зятьями» тюрков, монголов и тунгусов. В. В. Свинин поддержал версию уч курыкан (три зятя) — три рода, тюрков, монголов и тунгусов, связанных системой родства. Т. А. Бертагаев предлагал версию о том, что этноним бурят произошел от курыкан. В дальнейшем эта гипотеза подверглась критике. Г. Н. Румянцев выдвигал гипотезу о том, что этноним урянхан ~ урянхай — это поздняя форма этнонима курыкан. Д. В. Цыбикдоржиев попытался развить гипотезу о происхождении этнонима урянхай от курыкан. Эта гипотеза была подвергнута критике Д. Д. Нимаевым, который считает, что проблема этнической принадлежности курыкан значительно шире, чем поиски этимологии этнонима.
В переводе с древнетюркского слово quri’qan ~ qoriyan переводится как стан, военный лагерь и имеет параллели в старописьменном монгольском языке в виде хoriya(n) ~ xoruya(n). Таким образом, «курыкан», возможно, по сути своей представляет не этноним, а имя нарицательное по отношению к области и населяющей ее территориальной общности, по крайней мере на раннем этапе. Следовательно, возможным переводом термина уч курыкан является «три военных лагеря».
Таким образом, на исторической арене VI—VII вв. представлен социальный организм, имеющий этнические черты, который именовался соседями курыкан или уч курыкан. В дальнейшем термин теряет своё значение в этом регионе, и на историческую арену выходят различные племена, некогда входившие в курыканскую общность в разных ипостасях. Из их среды могли происходить не только часть якутов и хори, но и многие известные племена, населявшие Прибайкалье в монгольский период.

## Современные носители этнонима
На рубеже XII—XIII вв. в составе монгольского джалаирского племени находился род куркин, также была этническая группа куркан, которая приложила свои усилия в борьбе Чингисхана с тайчиутами.
Примечательно, что этноним курыкан не исчез окончательно. Бурятские хурхад, урянхайские хорхон и даурские куркан являются носителями древнего этнонима. В период уч курыкан возникли две ключевые для бурятского этногенеза общности. Это булагат и хори-тумат, в дальнейшем разделившиеся на хори и тумэт.
Буряты рода хурхад (хурхуд) относятся к племени булагатов. Род хурхад (хурхуд) отмечен в составе следующих этнических групп бурят: булагатов, икинатов, сартулов, хонгодоров, аларских, китойских, верхоленских, тункинских, закаменских и селенгинских бурят. Носители родового имени хурхад также проживают в Улан-Баторе и аймаках Монголии: Сэлэнгэ, Хувсгел, Дархан-Уул, Хэнтий, Булган, Орхон, Умнеговь, Говь-Алтай. Хорхон представляет собой один из родов монголоязычных алтайских урянхайцев в сомонах Дуут и Мёнххайрхан Кобдоского аймака Монголии. В состав даурского рода улису (улис) входит ветвь куркан (куркэн).

## Рунические письменные памятники о курыканах
В большой надписи орхонским руническим письмом на памятнике Кюль-тегину уч-курыканы перечислены в составе десяти народов и государств (Бёклийская степь, табгачи, тибетцы, авары, Рим, кыргызы, уч-курыканы, отуз-татары, кытай и татабы), приславших своих представителей на похороны первых тюркских каганов. В той же надписи при изложении событий, последовавших после распада первого Тюркского каганата, говорится уже о курыканах (без «уч») как о врагах. В надписи енисейским руническим письмом в Уйбате говорится: «когда брали народ курыкан».

## Китайские упоминания народа гулигань
В китайских летописях и поэзии VII—IX веков отмечены многочисленные упоминания народа «гулигань», чьё название обычно считается китайской передачей термина «курыкан». По китайским данным, гулигань проживали вблизи «северного моря» (Ханьхай или Бэйхай/Байхай/Бо), под которым чаще всего понимается озеро Байкал. «Строевого войска» гулигань имели пять тысяч человек. Управлял народом правитель с титулом «сыцзинь», интерпретируемым как китайская форма тюркского титула «тегин». В одном упоминании говорится, что «в стране гулигань двое сыцзинь живут вместе». В связи с гулигань неоднократно упоминается особая порода лошадей, которые «с головы походили на верблюда». Сохранилась небольшая поэма, сочинённая танским императором[каким?] и посвящённая лошадям, подаренным гулиганьскими послами. По мнению А. П. Окладникова, эта порода происходила от лошадей Средней Азии и Ближнего Востока.

## Среднеазиатские источники о народе кури (фури)
В ряде среднеазиатских источников X—IX вв. (Тахир Марвази, Гардизи, «Худуд аль-алам» и др.) упоминается народ «кури» или «фури», живущий по соседству с енисейскими кыргызами. Об этом народе говорится, что его языка кыргызы не понимают. Другие подробности, например, в «Худуд ал-Алам»: «Furi [Quri ?], название племени, которое также принадлежит хырхызам, но проживает к востоку от них и не смешивается с другими частями хырхызов. Они — людоеды (mardum-khwar) и лишены жалости. Прочие хырхызы не знают их языка (zafan-i ishan digar Kh. nadanand), и они подобны дикарям (va chun wahshiyand)».
Г. Н. Румянцев (1962) развил высказывание В. В. Бартольда о том, что «в арабском алфавите ф и к легко смешиваются» и, что следовательно «фури», возможно, следует читать как «кури». Бартольд склонен был увязывать кури из текста Гардизи с кули (кули-ангу-хэшэ) из текста «Юань-ши», народа, жившего на Ангаре в юаньский период. Китайское написание «кули» Бартольд сопоставляет с более ранним «курыкан» и «гулигань», а также с почти одновременным «Юань-ши» «кури» в «Сборнике летописей» Рашид ад-Дина. Г. Н. Румянцев более развёрнуто изложил в сущности ту же теорию о том, что народ furi или quri соответствует народу гулигань китайских источников и народу уч-курыкан древнетюркских рунических памятников, исходя из созвучия корневой основы терминов и того факта, что персоязычные авторы упоминают фури/кури на том месте, где китайские летописцы размещают народ гулигань. В свою очередь, курыкан Г. Н. Румянцев отождествил с крупнейшим бурятским этносом Хори.
Последующие учёные разошлись во мнениях относительно этого отождествления. Крупный археолог Б. Б. Дашибалов не только соглашается с ним, но и развивает на этой основе целую теорию, изложенную им в монографиях «Археологические памятники курыкан и хори» (1995). Некоторые исследователи сомневаются в этом отождествлении, указывая на архаические черты культуры и общественного строя описанного персоязычными авторами народа кури. С другой стороны, сами кыргызы в этих описаниях предстают относительно «диким» народом. Так, «Худуд ал-Алам» в аналогичных выражениях характеризует такую высокоразвитую культуру, как кыргызская: «Эти люди имеют нрав диких зверей (tab'-i dadhakan), и (у них) грубые лица (durusht-swat) и редкие волосы. Они необузданы (bidadhkar) и немилосердны, хорошие воины (mubariz) и воинственны».
В описаниях кури к чертам, сходным с бурятской традицией, следует отнести погребальный обряд, согласно которому покойников кури хоронили на деревьях. Этот вид погребения бытовал у бурят относительно недавно, вплоть до XIX века, хотя был ограничен похоронами чёрных шаманов.
Категорически не соглашался с отождествлением кури и хори бурятский исследователь Н. П. Егунов. Он считал более приемлемым чтение фури, трактуя его как тюркский термин «börö» (волк), в чём усматривал связь с позднейшим эхиритским (западные буряты) родом шоно (бур. волк). В теории Н. П. Егунова хори (хори-туматы), наоборот, уничтожили курыканское политическое объединение, в эпоху доминирования киданей продвинувшись с востока на о. Ольхон, в Ангаро-Ленское междуречье и на западное побережье Байкала. Эта теория получила распространение в популярной литературе.

## Проблема курумчинской культуры в связи с курыканами
А. П. Окладников отождествлял создателей курумчинской археологической культуры (V—XIII вв.) с курыканами. Курумчинская культура по этой теории охватывала территорию центральной и восточной частей современной Иркутской области, Тункинской долины, Баргузинского и Кабанского районов Бурятии. Возможно, при этом, что значительная часть памятников этой культуры до настоящего времени не выявлена, поскольку ряд местностей, прежде всего Горная Ока (Республика Бурятия) и Хубсугул (Монголия) до недавнего времени оставались труднодоступными. В последние годы целый ряд исследователей, в частности, А. В. Харинский и В. С. Николаев ставят под сомнение включение в состав курумчинской культуры многих памятников или даже само выделение курумчинской культуры. Дискуссия по этой проблеме еще далека от завершения, но выделенный В. С. Николаевым в отдельную усть-талькинскую культуру ряд памятников (могильники XIII в. на р. Ангара), вероятно, действительно по крайней мере отчасти принадлежит пришлому (тюркскому) населению. В этой традиции прослеживается характерный для алтайских тюрок раннего средневековья и монголов XII—XVII вв. обряд захоронения с конём.
Курумчинская культура, в рамках её узкой датировки (VI—X вв.), этнически определяется как курыканская, но в варианте широкой датировки (XI—XIV вв.) переходящая или преобразующаяся в хори-монгольскую или хори-бурятскую.